# Bourdainville

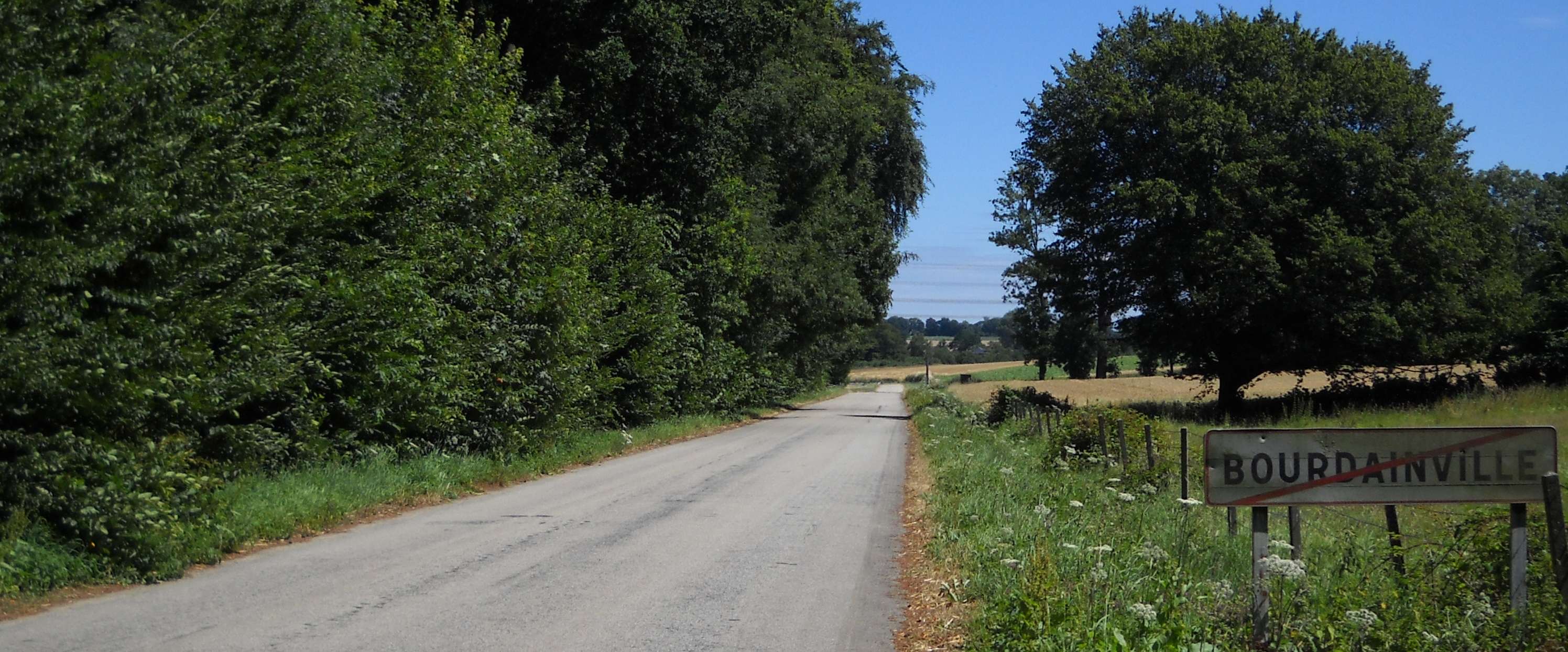
Ehemalige französische Straße RN29

Bourdainville ist eine französische Gemeinde mit 476 Einwohnern (Stand: 1. Januar 2022) im Département Seine-Maritime in der Region Normandie. Die Gemeinde gehört zum Arrondissement Rouen und zum Kanton Yvetot. Die Bewohner werden Bourdainvillais und Bourdainvillaises genannt.

## Geografie
Bourdainville liegt im Zentrum des Départements, etwa 28 Kilometer nordnordwestlich von Rouen. Nachbargemeinden von Bourdainville sind Vibeuf im Norden und Nordwesten, La Fontelaye im Norden, Val-de-Saâne im Osten, Ancretiéville-Saint-Victor im Süden und Südosten, Ectot-l’Auber im Süden und Südwesten sowie Yerville im Westen.
Durch die Gemeinde führt die frühere Route nationale 29 (heutige D929).

## Bevölkerungsentwicklung
| Jahr                       | 1962 | 1968 | 1975 | 1982 | 1990 | 1999 | 2006 | 2013 | 2020 |
| Einwohner                  | 337  | 295  | 377  | 309  | 314  | 319  | 411  | 453  | 468  |
| Quellen: Cassini und INSEE |      |      |      |      |      |      |      |      |      |

## Sehenswürdigkeiten
- Pfarrkirche Saint-Pierre, erbaut im Jahre 1852
- Schloss. Das Gebäude ruht auf einem riesigen Kellergeschoss mit schräger Sandsteinverkleidung aus dem Jahr 1648. Der Rest wurde 1862 fertiggestellt. Unter anderen alten Elementen ist eine riesige Scheune aus Ziegeln und Feuerstein mit der Jahreszahl 1760 zu erwähnen.